# Hluboká (Nalžovice)
Hluboká je vesnice, část obce Nalžovice v okrese Příbram ve Středočeském kraji. Nachází se asi čtyři kilometry severně od Nalžovic. Vesnice leží u vodní nádrže Slapy. Je zde evidováno 54 adres. V roce 2011 zde trvale žili dva obyvatelé.
Hluboká leží v katastrálním území Nalžovické Podhájí o výměře 9,5 km².

## Historie
První písemná zmínka o vesnici pochází z roku 1561.
Za druhé světové války se ves stala součástí vojenského cvičiště Zbraní SS Benešov a její obyvatelé se museli 31. října 1943 vystěhovat.

## Obyvatelstvo
| Rok            | 1869 | 1880 | 1890 | 1900 | 1910 | 1921 | 1930 | 1950 | 1961 | 1970 | 1980 | 1991 | 2001 | 2011 | 2021 |
| -------------- | ---- | ---- | ---- | ---- | ---- | ---- | ---- | ---- | ---- | ---- | ---- | ---- | ---- | ---- | ---- |
| Počet obyvatel | 85   | 80   | 74   | 75   | 70   | 60   | 47   | 31   | 28   | 19   | 6    | 4    | 3    | 2    | 0    |
| Počet domů     | 13   | 13   | 13   | 11   | 12   | 12   | 12   | 12   | 12   | 6    | 3    | 4    | 4    | 5    | 4    |

## Galerie

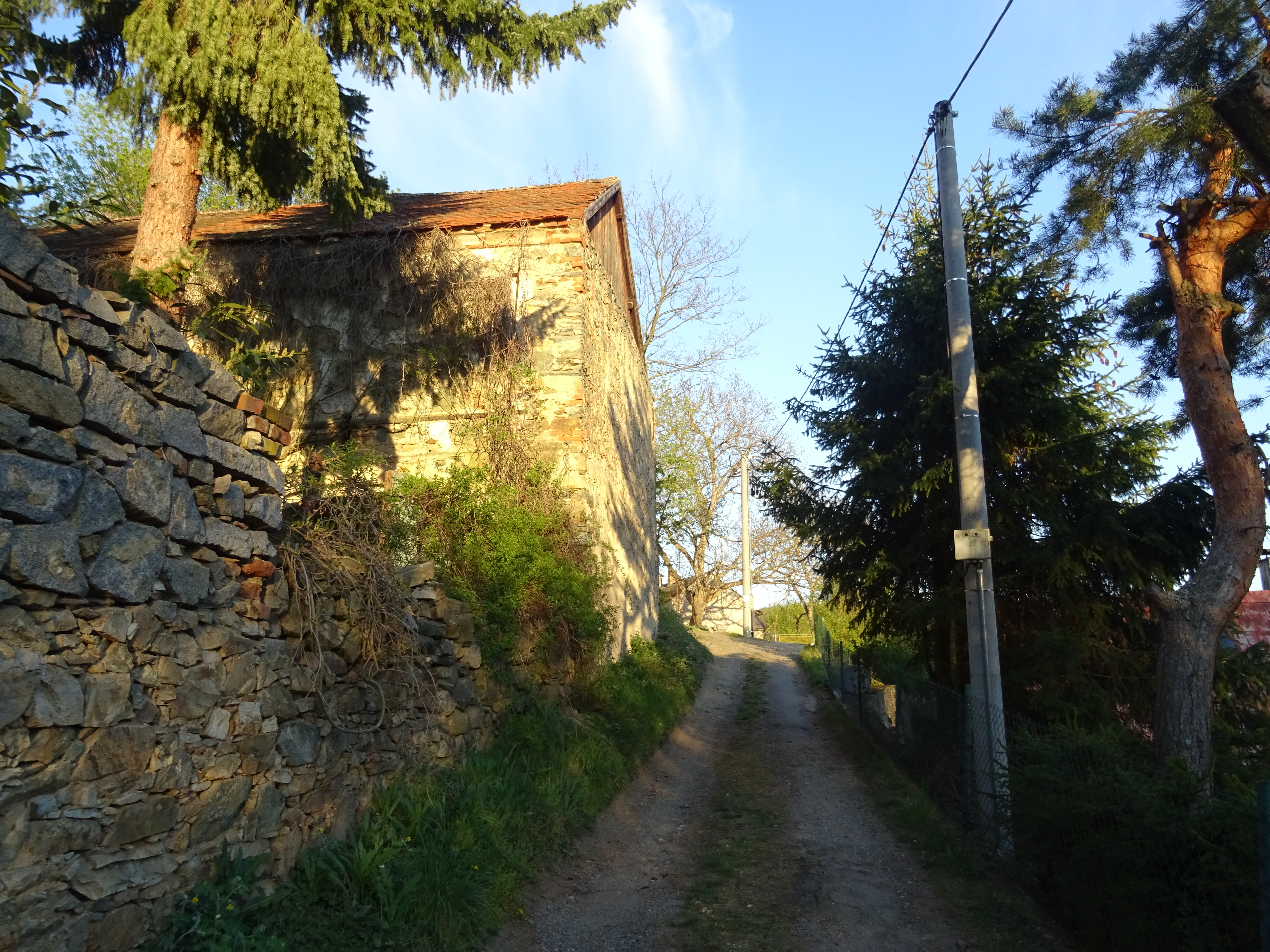
Cesta v Přední Hluboké
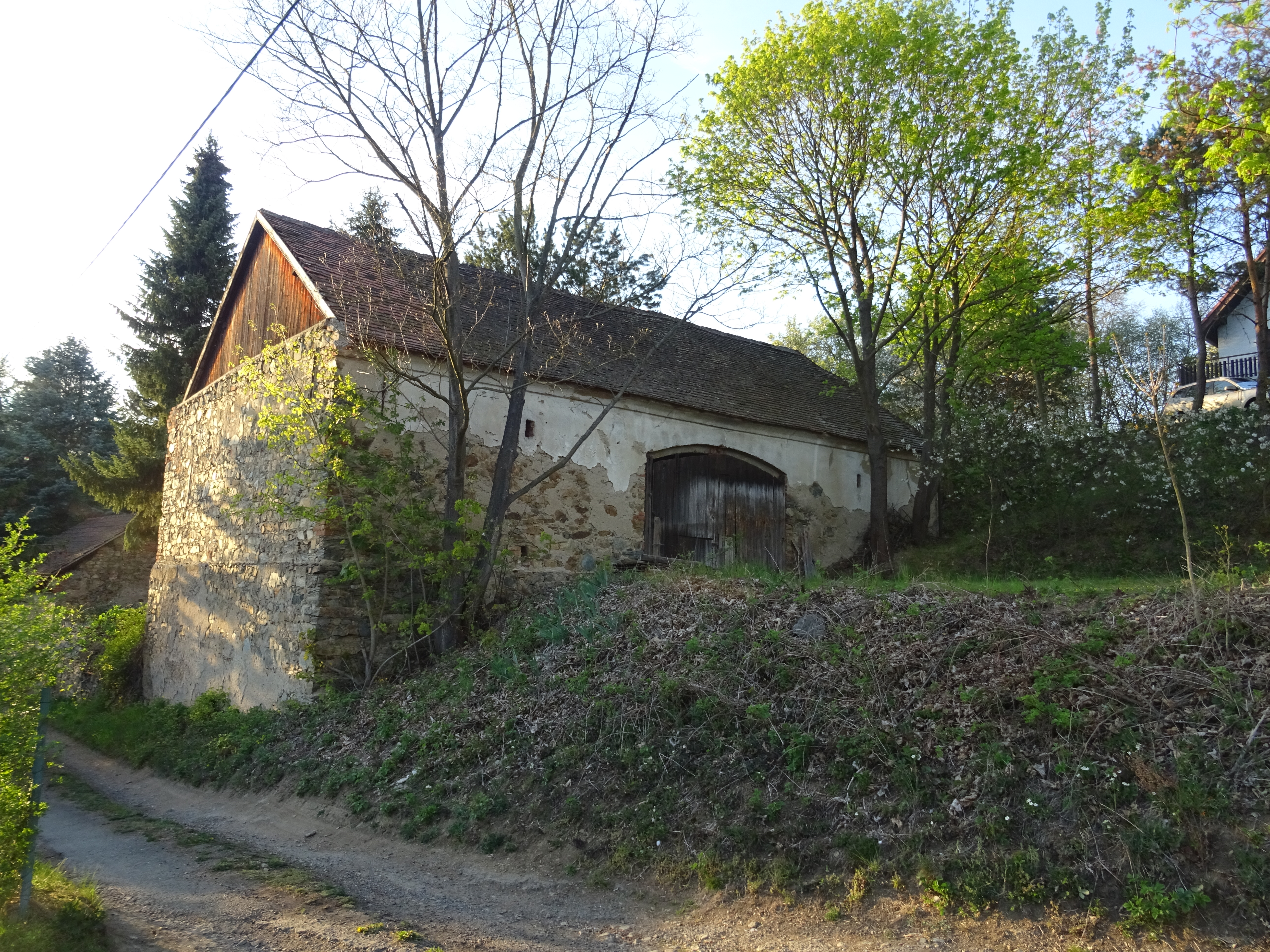
Stodola v Přední Hluboké
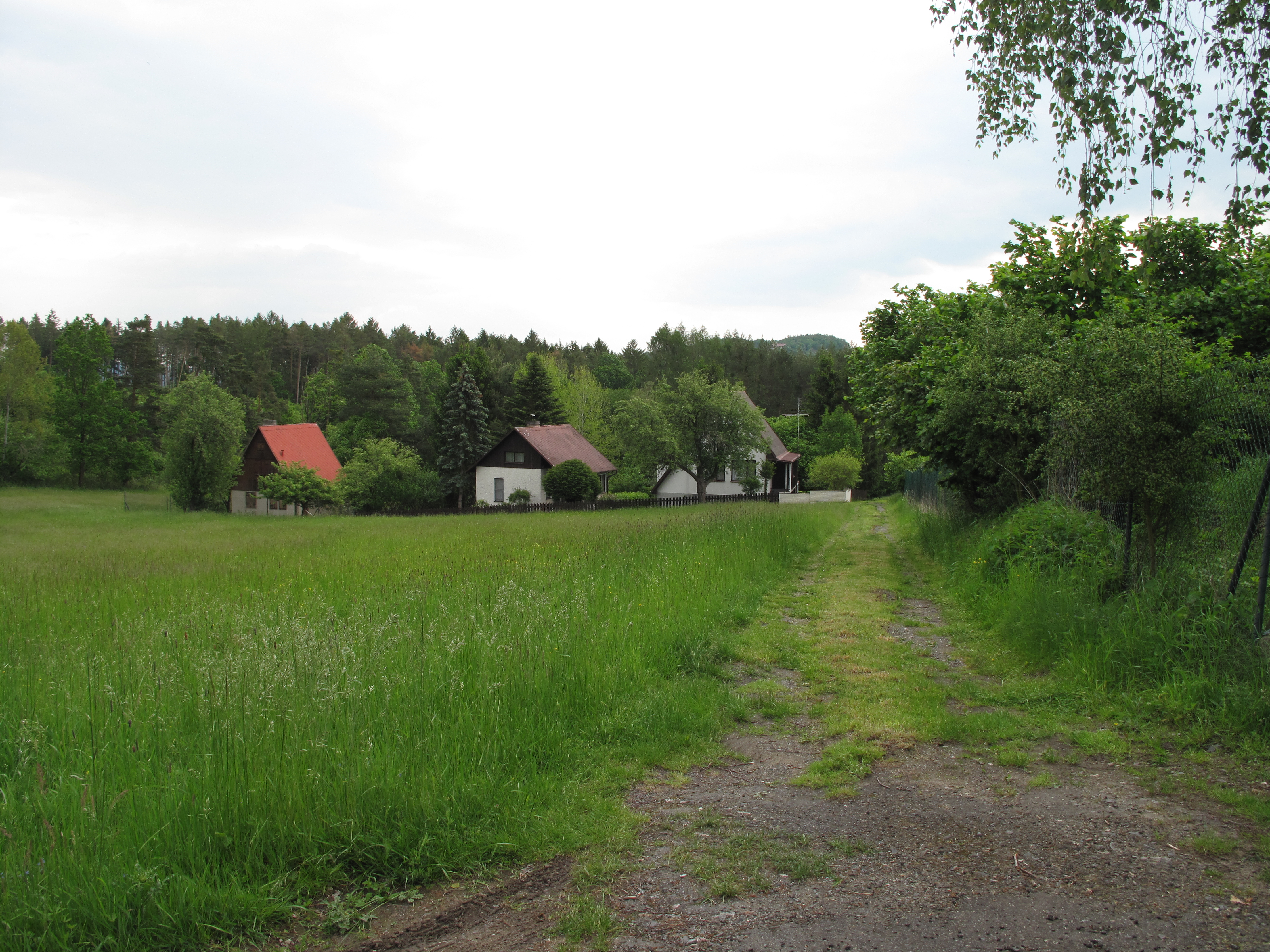
Chaty v Zadní Hluboké